# 庫爾特·馮·哈默施泰因-埃克沃德
庫爾特·格哈德·阿道夫·菲利普·馮·哈默施泰因-埃克沃德男爵（德語：Kurt Gebhard Adolf Philipp Freiherr von Hammerstein-Equord，1878年9月26日—1943年4月24日）是德国陆军将领，最高军衔为国家防卫军大将。他曾于魏玛共和国末期先后担任部队局办公室（相当于总参谋部）主任和陆军总指挥，被视为阿道夫·希特勒和纳粹德国“不加掩饰的反对者”。

## 生平

### 早年生涯
哈默施泰因出身于一个貴族世家，其父海诺·冯·哈默斯坦（Heino von Hammerstein）曾为梅克伦堡-施特雷利茨大公国首相。1888年，10岁的哈默施泰因进入普伦的学员军团（类似于日本的陆军幼年学校），并于5年后于普鲁士王家中央军官学院就读。1898年3月15日，他以少尉军衔正式加入普鲁士王国第3近卫军团。
未来的德国总理库尔特·冯·施莱谢尔当时也在第3近卫军团服役，两人很快成為好友。1907年至1910年，他就读于普鲁士战争学院，并于1911年加入德國總參謀部。1909年他被提升为中尉。1913年他在总参谋部任職，軍銜上尉。
第一次世界大战期间，他先是担任军需處的副官，然后在各个单位担任总参谋长。1914年，他撰写了第一份来自总司令部的陆军报告。1917年他晋升为少校。

### 魏玛时期
在魏玛共和国，哈默施泰因加入德国防衛军接管。1919年，他在其岳父瓦尔特·冯·吕特维茨将军手下担任参谋。1920年晋升为中校。同年，他拒绝参加吕特维茨支持的卡普政变，并成为卡塞尔的第2集团司令部的参谋长。1922年他担任慕尼黑地區的長官。1924年调任第三军区（柏林）。他于1929年10月1日被任命为少将，担任部队办公室主任（總总参谋部的後續组织，因為前者在凡尔赛条约中被禁止）。在那里，他取代了维尔纳·冯·布隆贝格。国防部长威廉·格罗纳和总理海因里希·布吕宁赞赏哈默斯坦对政治极端主义和军事风险的厌恶。哈默施泰因首先在部队办公室为德国国防军制定了战术概念，该概念规定在发生攻击时提供持续防御，直到国际联盟进行干预。

### 纳粹时期
哈默施泰因强烈反对纳粹党，并希望维持原有的国际秩序。在1933年10月，哈默施泰因向德国总统保罗·冯·兴登堡递交了辞职信。他于1934年1月31日离职，最终被追授为大将，同时“授权佩戴带有将军徽章的总参谋部制服”的请求被许可。
1939年，哈默施泰因在第二次世界大战开始时作为总动员的一部分被重新动员。起初他是第八军区（西里西亚）的副指挥官，驻扎在当时靠近波兰边境的布雷斯劳大约两周。从1939年9月9日起，他作为德国国防军A部总司令（在西线的卫戍部队）在德国西部边境附近的科隆部署了两周。1939年9月24日，哈默施泰因在没有进行战斗部署的情况下被希特勒勒令退休，理由是“因为他对纳粹主义的消极态度”。
哈默施泰因与许多反纳粹人士，如埃尔温·冯·维茨莱本、馬丁·尼莫拉、奧托·格斯勒有深厚的联系。哈默施泰因他位于柏林富人区达勒姆的家中度过了他生命的最后几周，承受着巨大的痛苦。尽管他知道自己正受到盖世太保的监视，但他继续向来访者表达对政权的批评。其中，艺术史学家乌多·冯·阿尔文斯莱本（Udo von Alvensleben）在1943年2月中旬会见他后在日记中写道：
|  | “我很惭愧加入了一支见证并容忍所有罪行的军队”，这是哈默施泰因的最终结论。 |

4月16日，盖世太保拜访了哈默施泰因，此后他陷入昏迷，再也没有恢复过来。他于1943年4月24日在家中去世。葬礼在下萨克森施泰因霍斯特的家族墓地举行。这家人拒绝在柏林的荣军公墓安葬，因为这样的话棺材将不得不用纳粹德国战争旗帜和万字符覆盖。希特勒将一个带蝴蝶结的花圈敬献给了他，但亲戚將它“遗忘”在了地铁里。
中央党领袖海因里希·布吕宁曾在1930年至1932年间担任总理，他称哈默施泰因-埃克沃德为“唯一可以推翻希特勒的人”。根据昆拉特·冯·哈默施泰因的回忆录，哈默施泰因-埃克沃德在1942年夏天之前曾谈到对犹太人的“有组织的大规模屠杀”。他向他的女儿玛丽亚·特蕾莎提供了计划驱逐出境的犹太人的名字，使她能够警告或协助他们。

### 身后之事
在1944年的7月20日事件发生三周后，盖世太保搜查了哈默施泰因夫妇在柏林的住所，并在阿尔布雷希特亲王王宫审问了哈默施泰因的妻子玛丽亚·冯·哈默施泰因。同时开始了对昆拉特和路德维希·冯·哈默施泰因的搜查。弗朗茨在鲁尔区被捕，询问他的兄弟们的情况无果而终，弗朗茨被转移到柏林的莫阿比特监狱。玛丽·路易在她丈夫的庄园里不受打扰，玛丽亚·特蕾莎在日本遥不可及。
1944年12月1日，哈默施泰因的妻子和女儿希尔杜尔也被捕，希望获得有关昆拉特和路德维希的信息。1945年3月1日，哈默施泰因的妻子玛丽亚、儿子弗朗茨和妻子希尔杜尔最初被从柏林运送到布痕瓦尔德集中营。玛丽亚的兄弟斯米洛·冯·吕特维茨向陆军元帅凯特尔递交请愿书，试图让他的妹妹和孩子免于承担家族责任但未能成功，1945年4月3日，他被送往达豪集中营，然后在1945年4月17日运往因斯布鲁克。母亲玛丽亚和希尔杜尔后来在141名囚犯的长途跋涉中被运送到南蒂罗尔的多洛米蒂山脉。
1945年4月30日，在解放南蒂罗尔的党卫军人质期间，他们在维拉巴萨的党卫军暴力事件中被警官维查德·冯·阿尔文斯莱本（Wichard von Alvensleben）从谋杀中解救出来。1945年5月4日，他们被美军解救，并被安置在卡普里岛，直到1945年6月底得以归国。

### 文献
- Hans Magnus Enzensberger, The Silences of Hammerstein, Seagull Books, 2009
- Correlli Barnett, editor, Hitler's Generals, Grove Press, 2003
- Bernard V. Burke, Ambassador Frederic Sackett and the Collapse of the Weimar Republic, 1930-1933, Cambridge University Press, 2003
- Bruce Condell, David T. Zabecki, editors and translators, On the German Art of War: Truppenführung, Lynne Rienner, 2001
- Joachim Fest, Plotting Hitler's Death: The Story of German Resistance, Owl, 1997
- Hans Magnus Enzensberger, editor, Hammerstein oder der Eigensinn. Eine deutsche Geschichte. Frankfurt am Main: Suhrkamp 2008. ISBN 978-3-518-41960-1
- Peter Hoffmann, The History of the German Resistance, 1933-1945, McGill-Queen's University Press, 1996
- Klaus-Jürgen Müller, Das Heer und Hitler: Armee und nationalsozialistisches Regime, 1933–1940, Stuttgart, 1969
- Louis L. Snyder, Encyclopaedia of the Third Reich, Contemporary Publishing Company, 1998
- Roderick Stackelberg, The Nazi Germany Sourcebook: An Anthology of Texts, Routledge, 2002
- J. P. Stern, Hitler: The Führer and the People, University of California Press, 1975
- Andreas Wirsching, "Man kann nur Boden germanisieren". Eine neue Quelle zu Hitlers Rede vor den Spitzen der Reichswehr am 3. Februar 1933, Vierteljahrshefte für Zeitgeschichte vol.40, no.3, pp. 517–550  （页面存档备份，存于）